# Kleingebiet Záhony
Das Kleingebiet Záhony (ungarisch Záhonyi kistérség) im Norden des Komitats Szabolcs-Szatmár-Bereg in der Nördlichen Großen Tiefebene war 2007 durch Teilung des Kleingebiets Kisvárda entstanden. Es grenzte im Norden und Nordosten an die Ukraine. Im Zuge der Verwaltungsreform von 2013 wurden alle 11 Ortschaften in den nachfolgenden Kreis Záhony (ungarisch Záhony járás) übernommen.
Ende 2012 lebten auf einer Fläche von 145,95 km² 19.369 Einwohner. Die Bevölkerungsdichte des kleinsten Kleingebietes war mit 133 Einwohnern/km² nach dem Kleingebiet Nyíregyháza die zweithöchste im Komitat.
Der Verwaltungssitz befand sich in der Stadt Záhony (4.125 Ew.), die Stadt Mándok war mit 4.247 Einwohnern etwas größer. Tuzsér, die einzige Großgemeinde (ungarisch nagyközség) hatte 3.418 Einwohner.

## Ortschaften
| Benk        | Eperjeske     | Győröcske        | Komoró | Mándok |
| Tiszabezdéd | Tiszamogyorós | Tiszaszentmárton | Tuzsér | Záhony |
| Zsurk       |               |                  |        |        |